# Haematopodidae
Los hematopódidos (Haematopodidae) son una familia de aves del orden Charadriiformes, conocidos comúnmente como ostreros. Son aves ligadas a medios costeros arenosos. Esta familia incluye un solo género, Haematopus.

## Especies
Se reconocen doce especies:
- Haematopus ater - ostrero negro sudamericano;
- Haematopus bachmani - ostrero negro norteamericano;
- Haematopus leucopodus - ostrero magallánico;
- Haematopus palliatus - ostrero pío americano;
- Haematopus meadewaldoi † - ostrero negro canario;
- Haematopus moquini - ostrero negro africano;
- Haematopus ostralegus - ostrero euroasiático;
- Haematopus finschi - ostrero de Finsch;
- Haematopus longirostris - ostrero pío australiano;
- Haematopus unicolor - ostrero variable;
- Haematopus fuliginosus - ostrero negro australiano;
- Haematopus chathamensis - ostrero de las Chatman.